# Bolbohamatum pseudogrande
Bolbohamatum pseudogrande är en skalbaggsart som beskrevs av Jan Krikken 1980. Bolbohamatum pseudogrande ingår i släktet Bolbohamatum och familjen Bolboceratidae. Inga underarter finns listade.